# Đá Đỏ
Đá Đỏ là một xã thuộc huyện Phù Yên, tỉnh Sơn La, Việt Nam.
Xã Đá Đỏ có diện tích 46.4 km², dân số năm 1999 là 2235 người, mật độ dân số đạt 48 người/km².